# Латынцево
Латынцево — деревня в Ирбейском районе Красноярского края. Входит в состав Чухломинского сельсовета. До 1989 года деревня входила в Верхнеуринский сельсовет.

## География
Деревня находится в юго-восточной части края, в лесостепной зоне, при автодороге 04К-017, на расстоянии приблизительно 8 километров (по прямой) к северо-западу от Ирбейского, административного центра района. Абсолютная высота — 356 метров над уровнем моря.
Климат
Климат характеризуется как резко континентальный, с продолжительной морозной зимой и коротким тёплым летом. Средняя температура воздуха самого тёплого месяца (июля) составляет 18,3 °C (абсолютный максимум — 38 °C); самого холодного (января) — −21,1 °C (абсолютный минимум — −60 °C). Продолжительность безморозного периода составляет в среднем 90 дней. Среднегодовое количество атмосферных осадков составляет 484 мм, из которых 367 мм выпадает в период с апреля по октябрь. Снежный покров держится в течение 170 дней.

## Население
| 2010 |
| ---- |
| 111  |

Половой состав
По данным Всероссийской переписи населения 2010 года в гендерной структуре населения мужчины составляли 46,8 %, женщины — соответственно 53,2 %.
Национальный состав
Согласно результатам переписи 2002 года, в национальной структуре населения русские составляли 93 % из 141 чел.